# Административное деление СССР на 1 января 1954 года

## СССР.1 января1954 года
СССР делился на республики
- общее число республик — 16. Республики делились на края, области, автономные округа
- общее число краёв — 6
- общее число областей — 127 (+1)
- общее число автономных округов — 10

Области и края делились на районы
- общее число районов — 4368 (+141)
- общее число городов — 1545 (+121), пгт — 2423 (+180), районов в городах — 498 (+43)
- общее число сельсоветов — 73 730 (-1 136)
- столица СССР — город Москва
- список республик:

1. Азербайджанская ССР (центр — Баку)
2. Армянская ССР (центр — Ереван)
3. Белорусская ССР (центр — Минск)
4. Грузинская ССР (центр — Тбилиси)
5. Казахская ССР (центр — Алма-Ата)
6. Карело-Финская ССР (центр — Петрозаводск)
7. Киргизская ССР (центр — Фрунзе)
8. Латвийская ССР (центр — Рига)
9. Литовская ССР (центр — Вильнюс)
10. Молдавская ССР (центр — Кишинёв)
11. Российская СФСР (центр — Москва)
12. Таджикская ССР (центр — Сталинабад)
13. Туркменская ССР (центр — Ашхабад)
14. Узбекская ССР (центр — Ташкент)
15. Украинская ССР (центр — Киев)
16. Эстонская ССР (центр — Таллин)